# Fuerzas armadas
Las fuerzas armadas (abreviado como FF. AA.) o fuerzas militares son una organización militar de un Estado que tienen como misión fundamental defender la soberanía y la integridad territorial. Suelen dividirse en ramas, servicios armados separados que agrupan los recursos militares empleados por dicho estado en tierra (ejército de tierra), mar (armada) y aire (fuerza aérea).
En el caso de los cuerpos policiales su objetivo es usar la fuerza de forma controlada para imponer el orden y hacer cumplir la ley. En algunos países, los gobiernos cuentan con fuerzas armadas irregulares, que se llaman grupos paramilitares.
El estudio del empleo de las fuerzas armadas es conocido como ciencia militar. En sentido amplio esto involucra la consideración de ataque y defensa en tres "niveles": estratégico, operativo y táctico. Cada una de estas áreas estudia la aplicación del uso de la fuerza para alcanzar un objetivo determinado.
Las fuerzas armadas nacionales pueden ser organizadas como fuerzas permanentes (o un ejército regular), lo cual describe un ejército profesional cuya única función es la de prepararse para entrar en combate. En contraste, existe el ejército civil, que se moviliza solo en la medida en que se lo requiere. La ventaja del ejército civil yace en su coste más reducido para la sociedad en comparación con el anterior. El inconveniente es que un ejército civil se encuentra menos entrenado y organizado. Históricamente, los ejércitos profesionales, normalmente han triunfado contra ejércitos civiles mayores en número en enfrentamientos armados.
Un término medio entre ambos sistemas, requiere un cuadro de dirigentes compuesto por suboficiales profesionales y oficiales que actúan como un esqueleto para una fuerza a gran escala. En tiempos de guerra, este esqueleto se completa con reclutas y reservistas (ex - soldados que se ofrecen por un salario reducido para entrenarse ocasionalmente con el cuadro de dirigentes para mantener sus habilidades militares intactas). Para los estados que optan por esta fórmula, esto genera un equilibrio entre los pros y contras de cada sistema organizativo y permite la formación de ejércitos gigantescos (en términos de millones de combatientes), necesarios en guerras modernas a gran escala.
En la mayoría de países grandes, las FF. AA. se dividen generalmente en un ejército de tierra, una fuerza aérea y una armada (si el país tiene costa). Estas divisiones pueden ser exclusivamente para facilitar el entrenamiento y la gestión, o pueden ser ramas completamente independientes responsables de conducir operaciones, independientemente de los demás servicios. La mayoría de los países pequeños poseen una única organización militar que abarca todas las FF. AA.
El estado de preparación de una organización militar puede ser indicado por su estado DEFCON (condición de defensa o condición defensiva, en Estados Unidos y en Reino Unido).

## Historia

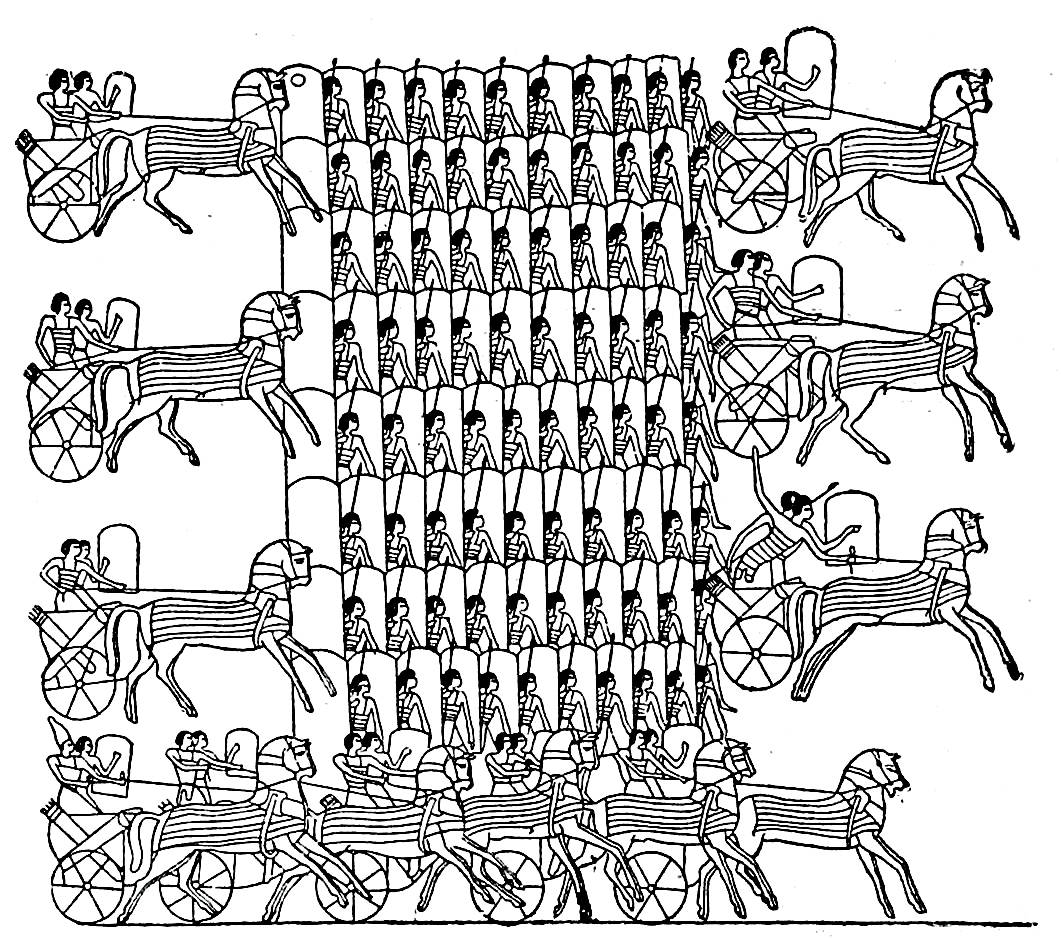
Descripción de la formación militar del antiguo Egipto.

A menudo se considera que la historia militar es la historia de todos los conflictos, no sólo la historia de los ejércitos estatales. Difiere en cierto modo de la historia de la guerra, ya que la historia militar se centra en las personas y las instituciones que hacen la guerra, mientras que la historia de la guerra se centra en la evolución de la propia guerra ante los cambios tecnológicos, gubernamentales y geográficos.
La historia militar tiene varias facetas. Una de ellas es aprender de los logros y los errores del pasado para hacer la guerra más eficazmente en el futuro. Otra es crear un sentido de tradición militar, que se utiliza para crear fuerzas militares cohesionadas. Otra es aprender a prevenir las guerras con mayor eficacia. El conocimiento humano sobre las fuerzas armadas se basa en gran medida en la historia tanto oral como escrita de los conflictos militares (guerras), los ejércitos y naves participantes y, más recientemente, las fuerzas aéreas.

## Beneficios y costes
La función básica de cualquier milicia es proveer protección contra fuerzas armadas extranjeras y en posibles conflictos internos. En décadas recientes las fuerzas armadas permanentes han sido utilizados también en funciones de apoyo en emergencias civiles en situaciones de desastre. Por otro lado, las fuerzas armadas pueden dañar también a una sociedad al implicarse en guerras contraproducentes (o simplemente inexitosas).
Las investigaciones científicas y tecnológicas militares suelen producir beneficios en el sector civil, aunque muchos argumentan que se obtendrían aún mayores beneficios de destinar el capital directamente a investigaciones que mejoren la vida en vez de destruirla.
La excesiva inversión en fuerzas armadas puede mermar la fuerza de trabajo de un país, produciendo un impacto significativo en el nivel de vida civil. De prolongarse durante un período de tiempo importante, esto resulta en la degradación de los servicios sociales y la menor construcción de infraestructuras. Esta falta de desarrollo a su vez afecta a la milicia en un círculo vicioso. La Unión Soviética fue un ejemplo moderno típico de este problema debido a su invasión de Afganistán. Hoy en día, Estados Unidos reúne las condiciones para sufrir el mismo fenómeno debido a la invasión de Irak. [cita requerida]

## Ejército de tierra
El ejército de tierra o simplemente ejército (en algunos países fuerzas terrestres) es el componente terrestre de las fuerzas armadas de un estado. Su función principal es la defensa directa del territorio del estado al que sirven, aunque en algunos casos también intervienen en el exterior del país.
El ejército se estructura en distintas ramas denominadas; armas si son combatientes (cada una de ellas se caracteriza por el tipo de arma usada y por la manera de combatir) y cuerpos si tienen carácter logístico, organizativo o de soporte.
Según los estados; las armas y los cuerpos pueden tener distintos nombres, pero siempre equivalentes a los siguientes:
- Infantería (ligera, acorazada, aerotransportada, de montaña, etc.)
- Caballería (ligera, acorazada, aérea, etc.)
- Artillería (ligera, de campaña, acorazada, antiaérea, de costa, etc.)

Aunque en la práctica cada uno de los ejércitos suele tener pequeños elementos de los otros. Algunos cuerpos, como la infantería de marina, combinan elementos de los tres ejércitos, mientras que otros, por razones estratégicas o de otro motivo, se encuentran fuera de cualquiera de las tres grandes ramas de las fuerzas armadas (Ejército de tierra, Armada y Fuerza aérea) y bajo control directo del ministro de defensa o del jefe del estado, como la defensa antiaérea de la antigua URSS o algunas guardias reales o presidenciales de diferentes estados.

## Armada
La armada, fuerza naval o marina de guerra es el servicio armado encargado de la defensa de un país por mar o tierra. Para esto opera con destructores, fragatas, corbetas, buques balizadores, remolcadores, dragaminas, buques de asalto anfibio y algunas con portaviones, submarinos y minisubmarinos. Además poseen una aviación naval, una fuerza de infantería de marina utilizada para operaciones anfibias, medios de comunicaciones, de entrenamiento, etc., sumado esto a todo su personal, tanto militar como civil.

## Fuerza aérea
Una fuerza aérea, también conocida en algunos países como un ejército del aire o una aeronáutica militar entre otros nombres, es en el sentido más amplio, la unidad militar nacional que lleva a cabo principalmente la guerra aérea. Más específicamente, es la rama de las fuerzas armadas de una nación responsable de la guerra aérea, a diferencia de un ejército (rama terrestre), armada (rama marítima) u otras ramas. Típicamente, las fuerzas aéreas se encargan de obtener el control del aire, llevar a cabo misiones de bombardeo estratégico y proporcionar apoyo a las fuerzas de superficie.
Las fuerzas aéreas consisten normalmente en una combinación de aviones de caza, bombarderos, aviones de transporte, helicópteros y otras aeronaves. Algunas fuerzas aéreas también son responsables de operaciones militares en el espacio, misiles balísticos intercontinentales (ICBM) y equipos de comunicaciones. Muchas fuerzas aéreas tienen el mando y control de otros activos de defensa aérea como artillería antiaérea, misiles superficie-aire, o sistemas defensivos y redes de alerta con misiles antibalísticos.

## Tecnología

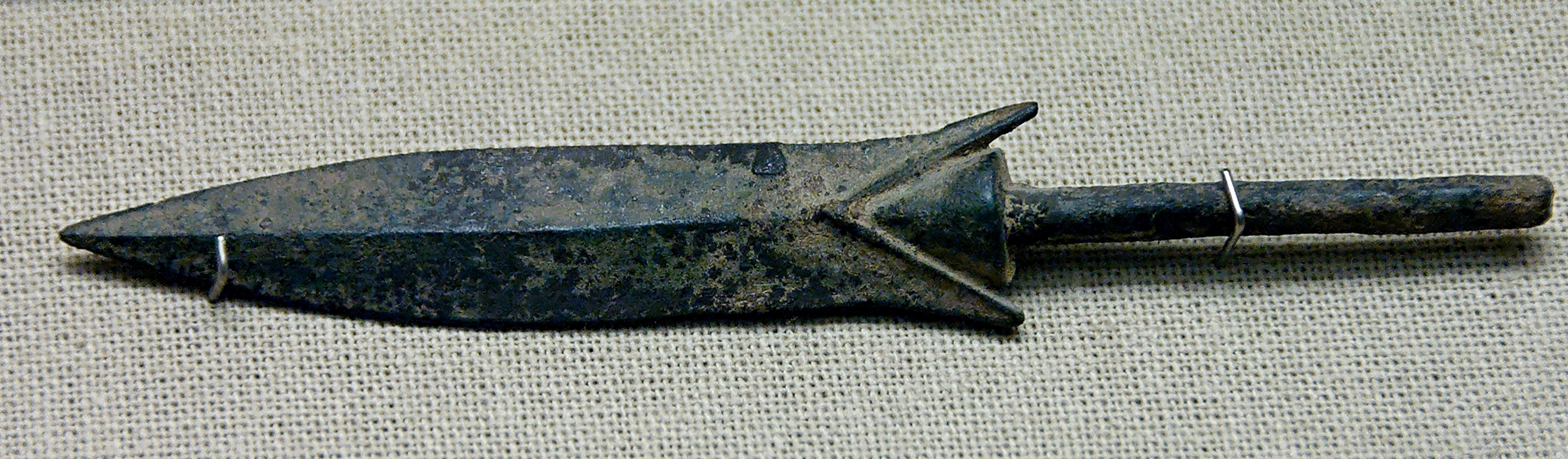
Una punta de flecha de bronce del, hallada en Olynthus, Calcídica, Grecia

Como ocurre con cualquier ocupación, desde la antigüedad, los militares se han distinguido de los demás miembros de la sociedad por sus herramientas: las armas y el equipo militar utilizados en combate. Cuando el hombre de la Edad de Piedra utilizó por primera vez el sílex para la punta de la lanza, fue el primer ejemplo de aplicación de la tecnología para mejorar el arma. Desde entonces, los avances de las sociedades humanas y los de las armas han estado estrechamente ligados. Las armas de piedra dieron paso a las de la Edad de Bronce y la Edad de Hierro, como las espadas y los escudos. Con cada cambio tecnológico se producía algún aumento tangible de la capacidad militar, como por ejemplo a través de la mayor eficacia de un filo más afilado a la hora de derrotar armaduras, o mejora de la densidad de los materiales utilizados en la fabricación de armas. 

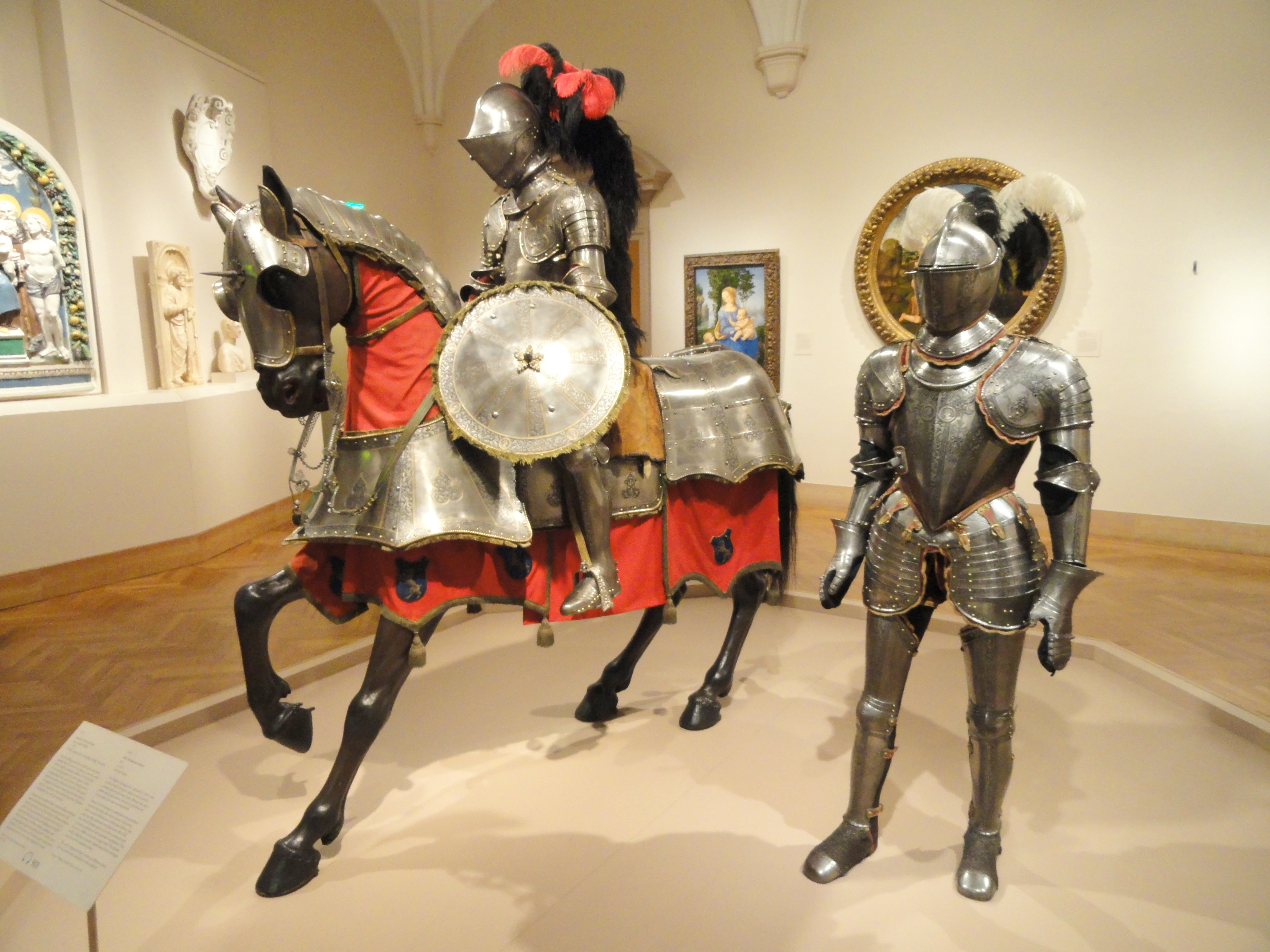
Caballeros montados y a pie. La armadura y la caballería dominaron el campo de batalla hasta la invención de las armas de fuego.

En tierra, el primer avance tecnológico significativo en la guerra fue el desarrollo de las armas a distancia, especialmente la honda y más tarde el arco y flecha. El siguiente avance significativo llegó con la domesticación del caballos y el dominio de la equitación, creando la caballería y permitiendo avances militares más rápidos y una mejor logística. Posiblemente el avance más significativo fue la rueda, elemento básico del transporte, empezando por el carro y, finalmente, las máquinas de asedio. El arco se fabricó en versiones cada vez más grandes y potentes para aumentar tanto el alcance del arma como su capacidad de penetración en el blindaje, dando lugar a arcos compuestos, arcos recurvos, arcos largos y ballestas. Estos arcos resultaron especialmente útiles durante el auge de la caballería, ya que los jinetes enfundados en armaduras cada vez más sofisticadas llegaron a dominar el campo de batalla.

En la China medieval, se había inventado la pólvora, y los militares la utilizaban cada vez más en combate. El uso de la pólvora en los primeros morteros tipo jarrón de Europa, y las versiones avanzadas del arco largo y la ballesta con puntas de flecha perforantes, pusieron fin al dominio del caballero acorazado. La pólvora dio lugar al desarrollo y lanzamiento del mosquete, que podía utilizarse eficazmente con poco entrenamiento. Con el tiempo, los sucesores de los mosquetes y cañones, en forma de rifles y artillería, se convertirían en la tecnología básica del campo de batalla.

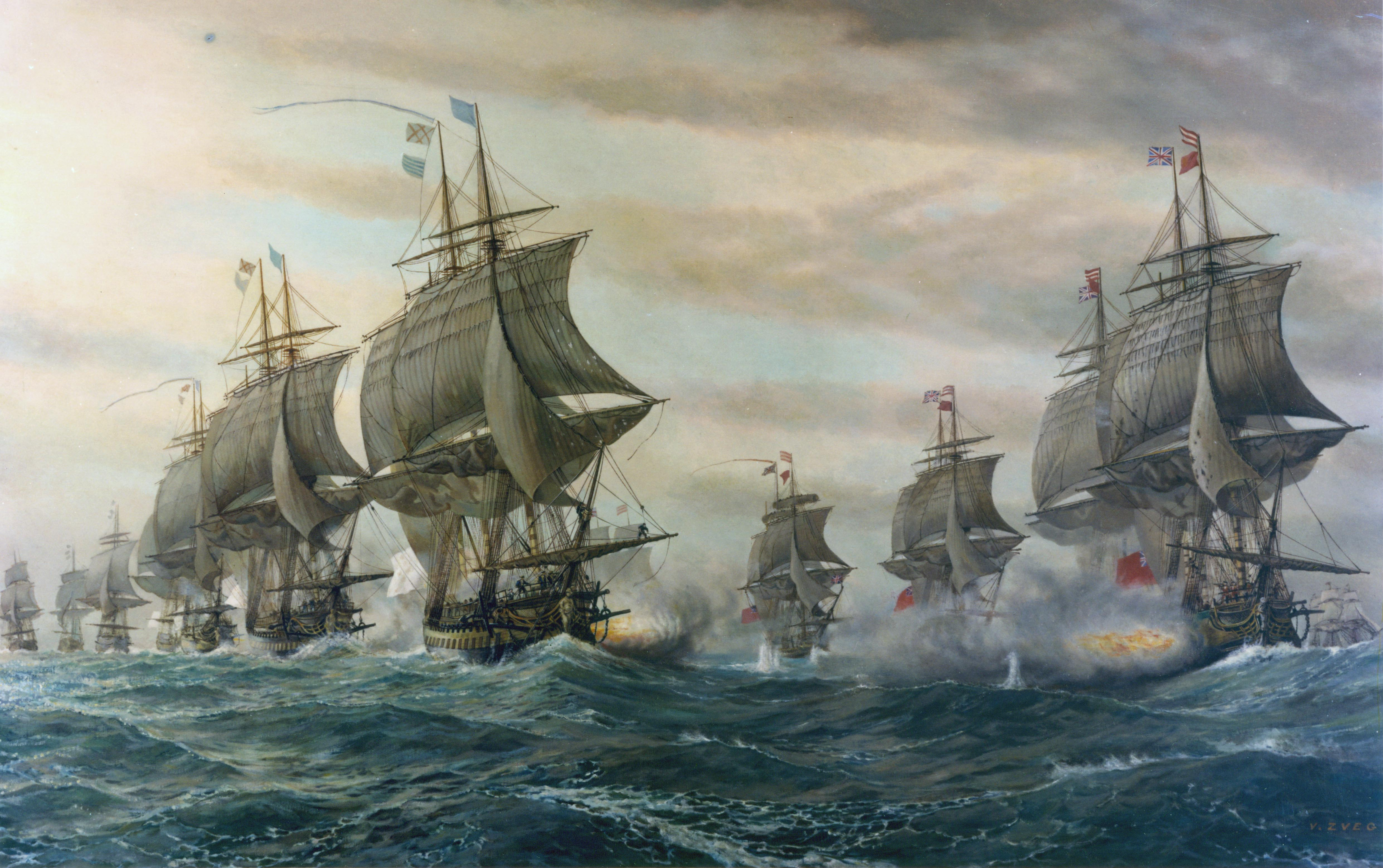
Barcos de Francia y Gran Bretaña intercambiando disparos durante la Batalla de Chesapeake en 1781.

A medida que la velocidad de los avances tecnológicos se aceleraba en las aplicaciones civiles, también lo hacían los militares y la guerra se industrializaba. Las recién inventadas ametralladora y el fusil de repetición redefinieron la potencia de fuego en el campo de batalla y, en parte, explican el elevado número de bajas de la guerra civil estadounidense y el declive del combate cuerpo a cuerpo en la guerra. El siguiente avance fue la conversión de los parques de artillería de los cañones de avancarga, a los más rápidos cañones de retroceso con cañones que permitían un fuego dirigido más rápido y el uso de un escudo. La introducción generalizada de pólvoras propulsoras de baja emisión de humo (sin humo) a partir de la década de 1880 también permitió una gran mejora de los alcances de la artillería. El desarrollo de la carga de nalgas tuvo el mayor efecto en la guerra naval por primera vez desde la Edad Media, alterando la forma de montar las armas en los buques de guerra. Las tácticas navales se separaron de la dependencia de la velas con la invención del combustión interna. Otro avance en la tecnología naval militar fue el submarino y el torpedo.

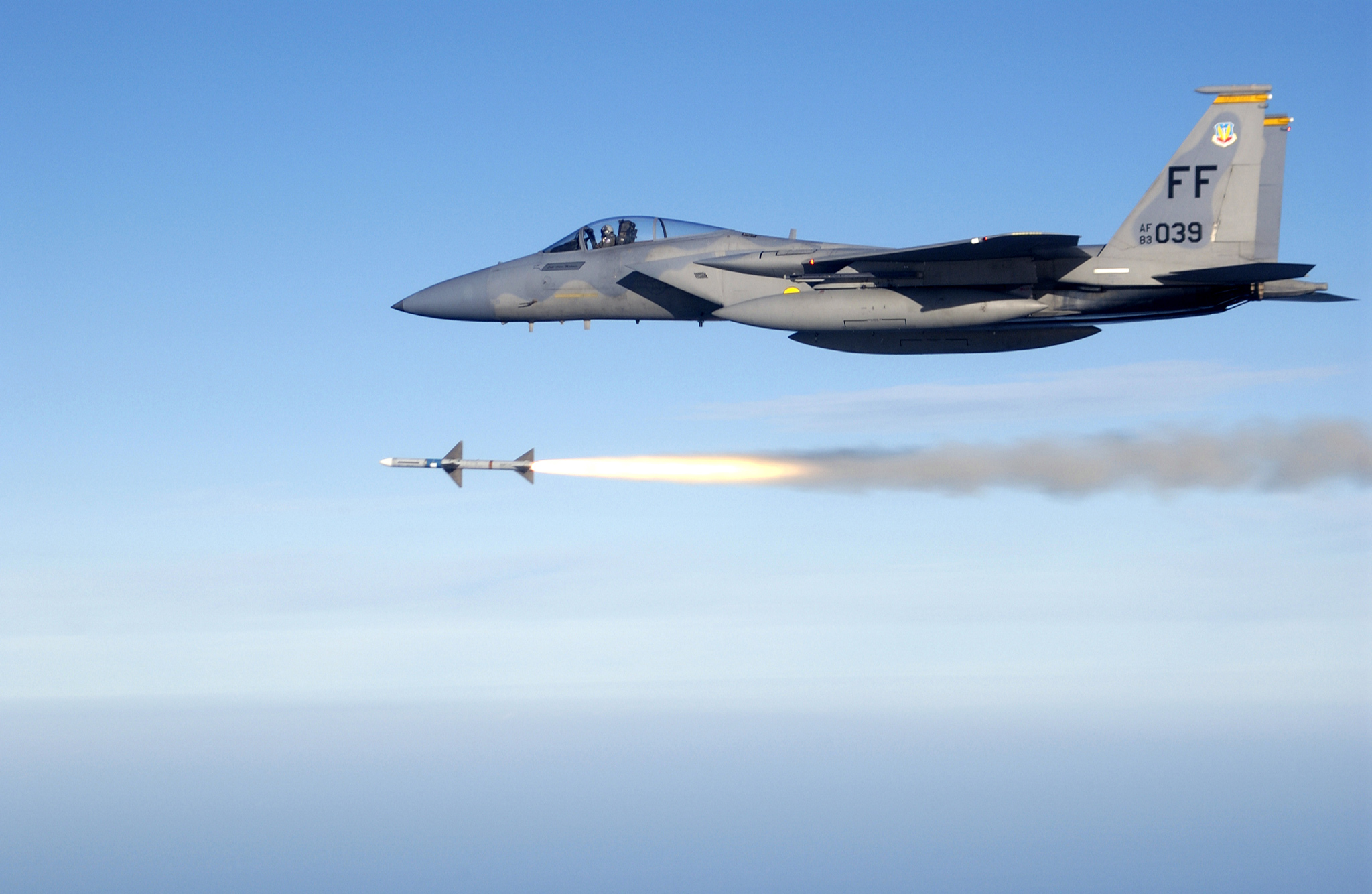
misil AIM-7 Sparrow aire-aire de medio alcance lanzado desde un F-15 Eagle.

Durante la Primera Guerra Mundial, la necesidad de romper el estancamiento de la guerra de trincheras vio la creación o desarrollo rápido de muchas nuevas tecnologías, en particular del «carro de combate». La aviación militar se utilizó ampliamente, y los bombarderos fueron decisivos en muchas batallas de la Segunda Guerra Mundial, que marcó el periodo más frenético de desarrollo armamentístico de la historia. Muchos diseños y conceptos nuevos se utilizaron en combate, y todas las tecnologías de guerra existentes se mejoraron entre 1939 y 1945. Durante la Segunda Guerra Mundial se produjeron avances significativos en las comunicaciones militares gracias al mayor uso de la radio, en la inteligencia militar mediante el uso del radar y en la medicina militar gracias al uso de la penicilina, mientras que en el aire se vieron por primera vez el misil guiado, el avión a reacción y el helicóptero. Quizá la más infame de todas las tecnologías militares fue la creación de las armas nucleares, aunque los efectos exactos de su radiación se desconocieron hasta principios de la década de 1950. El uso cada vez mayor de vehículos militares había eliminado definitivamente a la caballería de la estructura de fuerzas militares.
Tras la Segunda Guerra Mundial, con el inicio de la Guerra Fría, se institucionalizó el constante desarrollo tecnológico de nuevas armas, ya que los participantes se enzarzaron en una constante carrera armamentística en el desarrollo de capacidades. Este estado constante de desarrollo de armas continúa en la actualidad. Los carros de combate y otros equipos pesados, como vehículos blindados de combate, aviones militares y barcos, son característicos de las fuerzas militares organizadas. 

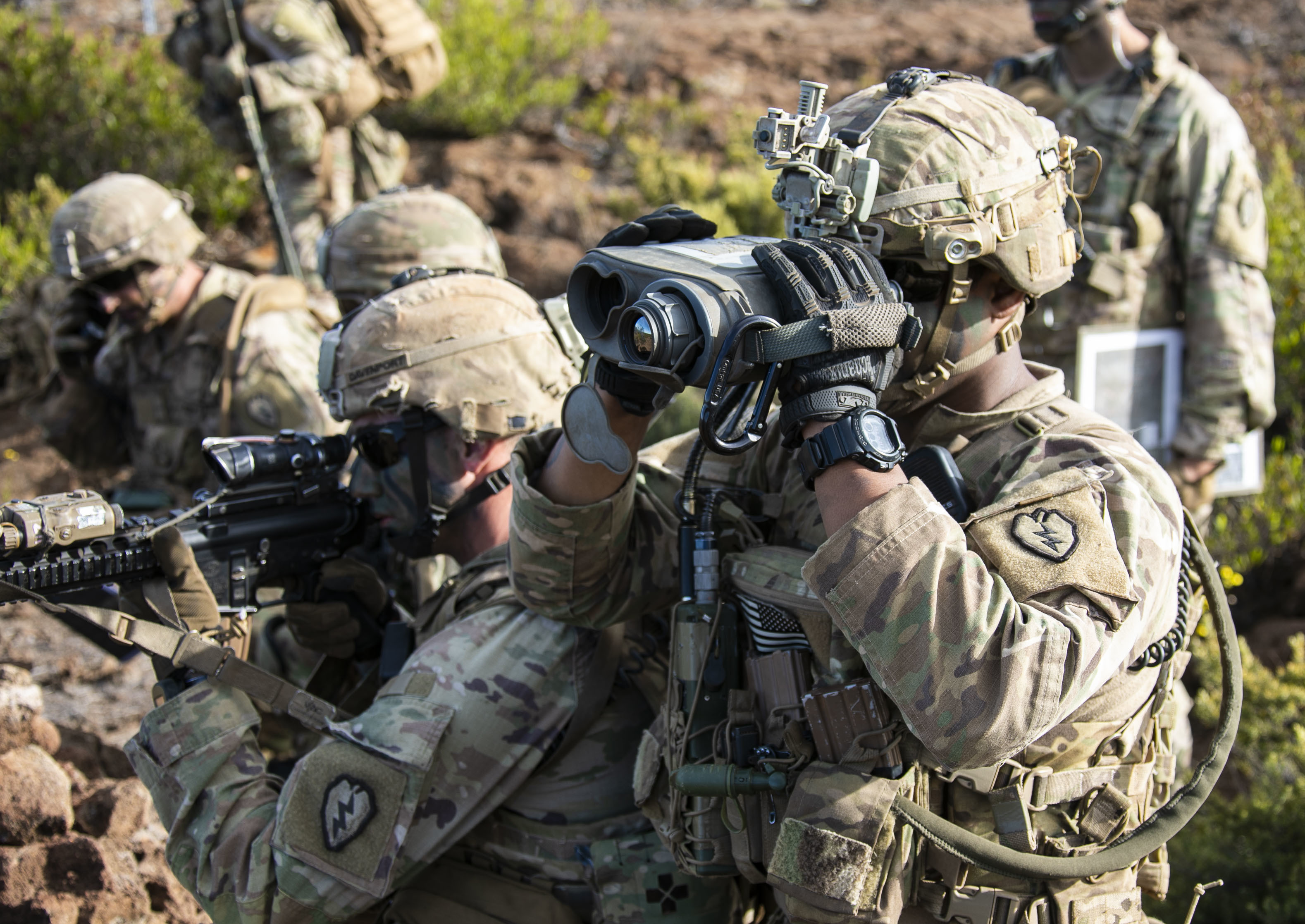
Soldados del Ejército de los Estados Unidos con equipo moderno. El soldado de la derecha utiliza un designador láser para observar y marcar objetivos, mientras que el soldado del extremo izquierdo utiliza una radio para coordinar el apoyo de fuego.

Los avances tecnológicos más significativos que han influido en el combate han sido los misiles guiados, que pueden ser utilizados por todas las ramas de las fuerzas armadas. Más recientemente, la tecnología de la información y su uso en vigilancia, incluidos los sistemas de reconocimiento basados en el espacio, han desempeñado un papel cada vez más importante en las operaciones militares. El impacto de la guerra de la información, que se centra en atacar los sistemas de comunicación de mando y las bases de datos militares, se ha unido al uso de sistemas robóticos en combate, como los vehículos aéreos de combate no tripulados y los vehículos terrestres no tripulados.
Recientemente, también se ha prestado especial atención al uso de combustibles renovables para el funcionamiento de los vehículos militares. A diferencia de los combustibles fósiles, los combustibles renovables pueden producirse en cualquier país, lo que supone una ventaja estratégica. El ejército estadounidense se ha comprometido a que el 50 % de su consumo energético proceda de fuentes alternativas.